# Parfum des Lebens
Parfum des Lebens ist eine französische Filmkomödie von Grégory Magne aus dem Jahr 2019.

## Handlung
Guillaume Favre ist als Chauffeur tätig, lebt in einer kleinen Wohnung und kämpft um das geteilte Sorgerecht für seine Tochter Léa. Dafür bräuchte er jedoch eine größere Wohnung, die er sich nicht leisten kann und die er aufgrund seines freien Arbeitsverhältnisses auch nicht kriegen würde. Als Chauffeur hat er über die Jahre neun Strafpunkte gesammelt und würde beim nächsten Punkt seine Fahrerlaubnis verlieren. Chef Arsène zögert daher, ihm neue Jobs zu geben, lässt sich jedoch erweichen, als Guillaume ihm von seinem Sorgerechtsstreit erzählt. Arsène gibt ihm einen Chauffeursjob bei Anne Walberg, die einen Chauffeur für eine mehrtägige Reise zu einer Grotte sucht. Guillaume erfährt schon bald, dass Anne als Parfumeurin arbeitet und den Geruch der Grotte für eine separate Touristengrotte kopieren soll. Er ist von Annes Arbeit und ihrem Wesen jedoch irritiert. Sie verbietet ihm, in ihrer Gegenwart zu rauchen, zwingt ihn, ihm beim Bettbezugwechseln im Hotel zu helfen und beschimpft ihn, als er zurück an Annes Wohnung einen Handtaschendieb stellt – bei der Aktion hätte er schwer verletzt werden können. Guillaume lässt sie wütend mit den Koffern vor dem Haus stehen und fährt.
Guillaume glaubt, dass Anne sich über ihn bei Arsène beschweren wird und ist erstaunt, als Anne explizit ihn als Chauffeur für eine weitere Reise anfordert. Es stellt sich heraus, dass er diesmal eher als Assistent fungiert, da beide mit dem Zug in das Elsass fahren und von dort von einem Chauffeur abgeholt werden. Anne soll für einen Luxustaschenhersteller einen Duft entwickeln, der den derben Geruch des Leders verfeinert. Da der Hersteller Anne nur sieben Tage Zeit dafür gibt, handelt Guillaume spontan die doppelte Bezahlung aus. Im Hotel geht Anne an die Arbeit und geht mit Guillaume einige Duftproben durch, wobei er sich nicht ungeschickt anstellt. Sie gibt ihm auch Tipps, wie er mit seiner Tochter umgehen sollte, so solle er ihr Dinge zeigen, die ihm wichtig sind, und so gemeinsame Erinnerungen schaffen. Guillaume verbringt mit Léa daraufhin einen Tag am Meer, was beide enger zusammen bringt.
Anne wird zur Geburtstagsfeier ihrer Agentin Jeanne eingeladen und nimmt kurzerhand Guillaume mit, den sie als ihren Freund vorstellt. Nach der Feier erzählt sie ihm von ihrer Vergangenheit, so war sie eine bekannte Parfumeurin bei Dior und begann vor vier Jahren, für eine amerikanische Marke zu arbeiten, als sie plötzlich ihren Geruchssinn verlor. Zwar sollte sie beim Spezialisten Patrick Ballester gegen Anosmie behandelt werden, begab sich jedoch nie in Therapie. Sie kreierte Düfte aus dem Kopf, bis ein Duft misslang und sie entlassen wurde. Zwar kehrte ihr Geruchssinn bald zurück, doch wurde sie nun in der Branche gemieden. Gerne will sie wieder Parfums kreieren, doch sieht ihre Agentin ihren Ruf in Branche immer noch als zu beschädigt an. Sie besorgt ihr einen Job, in der der Gestank von Industriequalm in der Luft gemindert werden soll. Auf dem Weg zur Fabrik übernachten Anne und Guillaume im Hotel und Guillaume wirft ihr vor, Menschen nur nach ihrem Geruch zu bewerten, sie teilweise aber nicht einmal anzusehen. Anne verbringt die Nacht daraufhin in einer Bar und ist am nächsten Morgen verkatert. Zudem schwindet ihr Geruchssinn, sodass sie sich beim Fabrikbesuch auf Guillaumes Nase verlassen muss. Sie findet keine Lösung für das Duftproblem der Fabrik. Auf dem Heimweg nimmt sie unabsichtlich eine Überdosis Schlafmittel und Guillaume fährt sie in eine Klinik. Dabei wird er geblitzt und darf nun seinen Chauffeursjob nicht mehr ausüben. Er mäht stattdessen auf einem Flugplatz den Rasen. Anne erhält, von Guillaume organisiert, von Patrick Ballester Besuch, der ihre Anosmie behandeln wird. Als sie aus dem Krankenhaus entlassen wird, erfährt sie, dass Guillaume ihretwegen seinen Job verloren hat. Sie sucht ihn auf und bietet ihm an, für sie zu arbeiten. Jeanne hat sie entlassen, weil sie endlich zurück ins Parfumgeschäft will. Guillaume beweist seine Kreativität und schlägt Anne vor, das Firmenproblem zu lösen, indem der Geruch von frischgemähtem Gras in die Gegend gegeben wird. Anne ist von der Idee angetan.
Einige Zeit später kann Guillaume beim Sorgerechtsgespräch seinen Arbeitsvertrag bei Anne vorzeigen und hat endlich auch eine neue Wohnung. Er arbeitet als Parfumeur mit Anne zusammen und beide begeben sich mit Duftentwürfen zu Dior. Kurze Zeit später ist er in Léas Schule zu Gast, wo er seine Arbeit als Parfumeur vorstellt.

## Produktion

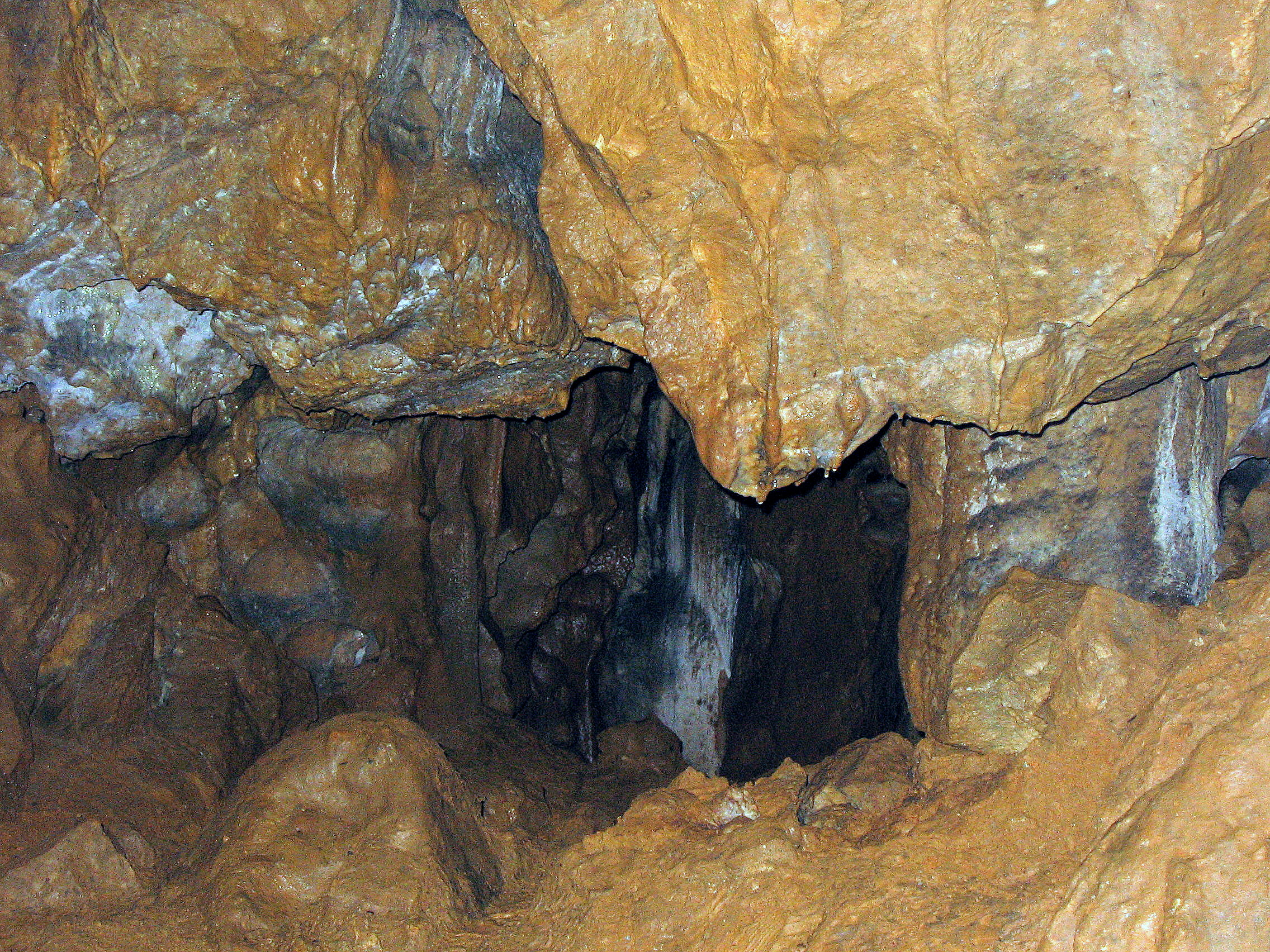
Grotte du Wolfloch, ein Drehort des Films

Parfum des Lebens war nach L’air de rien (2012) der zweite Langfilm, bei dem Grégory Magne Regie führte. Erneut besetzte er dabei Grégory Montel in einer Hauptrolle. Der Film wurde im Oktober 2018 vor allem in Straßburg und Colmar gedreht. Zu sehen sind unter anderem die Grotte du Wolfloch in Sentheim sowie das Centre Hospitalier in Schlettstadt. Die Szenen am Meer entstanden in Trouville-sur-Mer. Die Kostüme schuf Alice Cambournac, die Filmbauten stammen von Jérémy Duchier.
Emmanuelle Devos bereitete sich für die Rolle unter anderem bei Christine Nagel, Parfumeurin des Hauses Hermès vor, die sie einige Tage lang in ihrem Atelier besuchte. In dieser Zeit kreierten beide auch gemeinsam zwei Parfums.
Der Film erlebte am 7. September 2019 auf dem Saint-Jean de Luz International Film Festival seine Premiere und lief am 1. Juli 2020 in den französischen Kinos an. Der deutsche Kinostart war für den 11. Februar 2021 geplant, wurde aufgrund der Corona-Pandemie aber verschoben.

## Auszeichnungen
Auf dem Festival du Film de Cabourg war Parfum des Lebens 2020 für den Grand Prix als Bester Film nominiert. Für ihre Darstellung der Anne Walberg erhielt Emmanuelle Devos 2021 eine Nominierung für den Prix Lumières in der Kategorie Beste Darstellerin.